# Olan
Olan – szczyt w grupie górskiej Écrins we francuskich Alpach Delfinackich, części Alp Zachodnich. Leży na granicy regionów Owernia-Rodan-Alpy i Prowansja-Alpy-Lazurowe Wybrzeże.
Pierwszego wejścia dokonali Pierre Gaspard, Ch. Roderon i A. Cust w sierpniu 1880 r.
Szczyt można zdobyć ze schronisk Refuge de Font-Turbat (2194 m) i Refuge de l'Olan (2345 m). Góruje nad dolinami Valjouffrey, Valgaudemar i Vénéon.